# Janusz Skulich
Janusz Eugeniusz Skulich (ur. 1 czerwca 1963 w Jaworznie) – oficer Państwowej Straży Pożarnej w stopniu nadbrygadiera.
Zastępca Komendanta Głównego Państwowej Straży Pożarnej (2008–2014), dyrektor Rządowego Centrum Bezpieczeństwa (2014–2015).

## Służba
Jego ojciec Jan również był strażakiem - służył w Ochotniczej Straży Pożarnej.
W latach 1982–1987 studiował w Szkole Głównej Służby Pożarniczej w Warszawie, którą ukończył uzyskując tytuł zawodowy magistra inżyniera. W tej uczelni ukończył także studia podyplomowe w 2004.
Na pierwsze stanowisko – oficera operacyjnego – skierowano go do Komendy Wojewódzkiej Państwowej Straży Pożarnej w Katowicach, z którą związany jest przez większość służby. Kolejno pracował w Wydziale Prewencji (lata 1987–1988) i Wydziale Operacyjnym (lata 1988–1997). W 1997 roku został naczelnikiem Wydziału Planowania Operacyjnego, a w 1998 objął funkcję Zastępcy Komendanta Wojewódzkiego. W 2002 został śląskim Komendantem Wojewódzkim Państwowej Straży Pożarnej, natomiast w Dniu Strażaka 4 maja 2005 otrzymał nominację z rąk Prezydenta RP Aleksandra Kwaśniewskiego na pierwszy stopień generalski - nadbrygadiera.
Podczas służby brał udział m.in. w akcjach gaszenia pożaru lasu koło Kuźni Raciborskiej w 1992, pożaru w zakładach PolarCup (Siemianowice Śląskie) w 2000 oraz pożaru rafinerii w Trzebini w 2002. Uczestniczył w zwalczaniu powodzi tysiąclecia w Raciborzu w 1997. Na początku 2006 kierował działaniami ratowniczymi po katastrofie budowlanej na terenie Międzynarodowych Targów Katowickich, za co został odznaczony Krzyżem Oficerskim Orderu Odrodzenia Polski.
29 grudnia 2006 złożył prośbę o zwolnienie ze służby zawodowej na ręce Ministra Spraw Wewnętrznych i Administracji Ludwika Dorna oraz Komendanta Głównego Państwowej Straży Pożarnej nadbrygadiera Kazimierza Krzowskiego. 18 stycznia 2007 minister Dorn prośbę odrzucił, natomiast nadbryg. Skulich oświadczył, że akceptuje tę decyzję i będzie kontynuował służbę na zajmowanym stanowisku. 9 stycznia 2008 został powołany na stanowisko zastępcy Komendanta Głównego Państwowej Straży Pożarnej. Od 29 kwietnia 2014 do początku listopada 2015 był Dyrektorem RCB.

## Odznaczenia i nagrody
- Krzyż Oficerski Orderu Odrodzenia Polski (2006)[1]
- Krzyż Kawalerski Orderu Odrodzenia Polski (2004)[4]
- Złoty Krzyż Zasługi (1997)[5]
- Krzyż Zasługi za Dzielność (2001)[6]
- Złoty Medal „Za Zasługi dla Obronności Kraju”
- Złota Odznaka „Zasłużony dla Ochrony Przeciwpożarowej”
- Złota Odznaka „Za zasługi w zwalczaniu powodzi”
- Nagrody im. Jerzego Zimowskiego (2010)
- Medal Honorowy im. Józefa Tuliszkowskiego (2012)[7].
- Order Honoru (2010, Rosja)[8].